# Corazzano
Corazzano (già Quaratiana) è una frazione del comune italiano di San Miniato, nella provincia di Pisa, in Toscana.

## Geografia fisica
Il borgo di Corazzano è situato in pianura nella val d'Egola, sulle sponde del torrente Egola, a circa 10 km dal centro comunale di San Miniato, nel Valdarno inferiore, lungo la strada che conduce a Montaione. 

## Storia
Paese sorto in epoca altomedievale e noto come Quaratiana (anche Quaranzana o Quarantiana), è ricordato già nel 793 come residenza di un castaldo del vescovo di Lucca. Nell'XI secolo fu residenza dei conti Della Gherardesca. In questo periodo il borgo fu al massimo della propria importanza, con la pieve di San Giovanni che nel XIII secolo arrivò ad espandere la sua giurisdizione in numerosi paesi vicini, tenendo sotto la propria giurisdizione fino a dodici chiese sussidiarie. Nel corso del XIV secolo Corazzano fu indebolito dai continui attacchi ad opera dei pisani Uguccione della Faggiola e Castruccio Castracani, tanto da spopolarsi e rendere inutilizzata l'antica pieve.

## Monumenti e luoghi d'interesse
- Pieve di San Giovanni Battista, antica pieve edificata nel corso dell'VIII secolo, è stata dichiarata monumento nazionale nel 1899. L'ultimo restauro è avvenuto nel 1979.
- Teatro di Quaranthana, teatro della frazione, ospitato nell'edificio costruito negli anni trenta come Casa del Fascio, poi divenuto Casa del Popolo ed infine scuola elementare.